# 勇士們 (電視影集)
《勇士們》（英語：Combat!）是1962年美國電視影集，Selmur Productions製作，1962年10月2日至1967年3月14日美國廣播公司（ABC）首播，為第二次世界大戰美國陸軍題材黑白電視影集。
《勇士們》共播出五季，但前四季均為黑白攝製，僅有最後的第五季為彩色電視攝製。由於本片都是在槍林彈雨中實地拍攝，與真的作戰並無兩樣，因此演員都曾投保高額的意外保險。本片是以諾曼地登陸後之美國陸軍步兵跟納粹德國陸軍作戰的戰況為故事核心，因為是美國觀點，劇中德軍都被描寫成比較愚蠢的敵軍，法國則被描寫成需要被拯救的弱國，所以從未在德國與法國播出。
1964年6月12日至1967年6月23日每星期五21點30分（UTC+8），《勇士們》於臺灣電視公司（臺視）播出。1970年7月10日起，臺視每星期五20點40分（UTC+8）以彩色電視訊號播出ABC用伊士曼柯達彩色發行的《勇士們》全新拷貝版（第五季），接替已全部播畢的電視影集《飛堡戰史》。1972年，中華電視公司（華視）播出《勇士們》。1977年7月14日起，華視播出《勇士們》彩色拷貝版。1986年，中國電視公司（中視）每星期六17點整至18點30分（UTC+8）播出外國電視影集時段《勇士劇場》，前60分鐘播出《勇士們》第五季國語配音版、後30分鐘播出《青蜂勇士》（即台視曾播出的《青蜂俠》）。
2014年7月4日起，靖天傳播靖天資訊台每星期一至五21點整（UTC+8）播出《勇士們》黑白版。

## 主要演員與角色

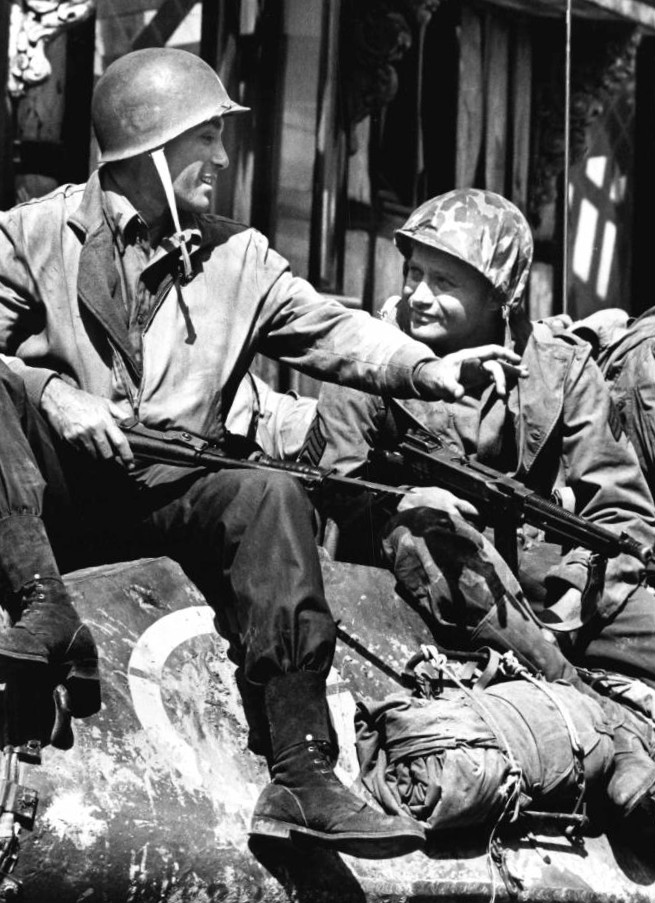
《勇士們》中的瑞克·傑森與維克·莫羅

- 瑞克·傑森（Rick Jason）飾演漢利排長（2nd Lt. Gil Hanley）
- 維克·莫羅（Vic Morrow）飾演桑德斯班長（Sgt. Chip Saunders）

## 外部連結
- 互联网电影数据库（IMDb）上《Combat!》的资料（英文）